# سم‌شناسی پزشکی
سم‌شناسی پزشکی (به انگلیسی: Medical toxicology)، یکی از زیرتخصص‌های پزشکی است که بر سم‌شناسی تمرکز دارد و به تشخیص، مدیریت و پیشگیری از مسمومیت‌ها و دیگر اثرات نامطلوب ناشی از داروها، مسمومیت‌های شغلی و محیطی و عوامل زیست‌شناختی می‌پردازد. سم‌شناسان پزشکی در ارزیابی و درمان طیف گسترده‌ای از مشکلات، از جمله مسمومیت حاد یا مزمن، واکنش‌های نامطلوب دارویی (ADRs)، مصرف بی‌رویه دارو، مسمومی‌ها، سوء مصرف مواد، حوادث صنعتی و دیگر موارد قرار گرفتن در معرض مواد شیمیایی نقش دارند.
سم‌شناسی پزشکی به‌طور رسمی توسط هیئت تخصصی پزشکی آمریکا به عنوان یک فوق‌تخصص پزشکی شناخته شده‌است. شاغلان آن پزشکانی هستند که تخصص اولیه آنها عموماً در اورژانس، طب کار یا کودکان است.
سم‌شناسی پزشکی ارتباط نزدیکی با سم‌شناسی بالینی دارد و رشته دوم غیرپزشکان (به‌طور کلی داروسازان یا دانشمندان) را نیز دربر می‌گیرد.